# Amphianthus lacteus
Amphianthus lacteus är en havsanemonart som först beskrevs av McMurrich 1893.  Amphianthus lacteus ingår i släktet Amphianthus och familjen Hormathiidae. Inga underarter finns listade i Catalogue of Life.